# Raymonde Berthoud
Raymonde Berthoud (Neuchâtel,  1919. november 24. – Budapest, 2007. május 27.) svájci emberbarát, aki nagyrészt Budapesten élt.

## Életpályája
Henri Berthoud és  Marianne Perrier öt gyermeke közül a negyedikként született. A második világháború alatt Budapesten zsidókat mentett meg a Gestapótól. 6 éven át dolgozott a svájci vöröskereszt budapesti irodájában. Évtizedeken át tevékenyen részt vett a Budapest - Németajkú Református Egyházközség életében. Budapesten hunyt el.

## Díjai, elismerései
- Az első svájci állampolgár volt, aki megkapta a külföldön élő svájciak díját az ország imázsának emeléséért.
- A Magyarországi Svájci Egyesület tiszteletbeli elnöke.
- 1998-ban életművéért megkapta a Magyar Köztársasági Érdemrend tisztikeresztje kitüntetést.[1]

## Emlékezete
- Sírja a Fiumei úti sírkertben található.